# Maud Hunt Squire
Maud Hunt Squire née le 20 janvier 1873 à Milford et morte le 25 octobre 1954 à Vence est une illustratrice et graveuse américaine.
Elle est la compagne de l'artiste Ethel Mars, avec qui elle a voyagé et vécu aux États-Unis et en France.

## Biographie

### Jeunesse et formation
Maud Hunt Squire est née le 20 janvier 1873 à Milford (Ohio). Son père, Alfred Squire, est un violoniste et musicien qui donnait des cours de musique et était propriétaire d'un magasin de musique. Sa mère donnait des cours de dessin.
Maud Hunt Squire devient elle aussi une musicienne et une artiste talentueuse, douée pour les langues étrangères.

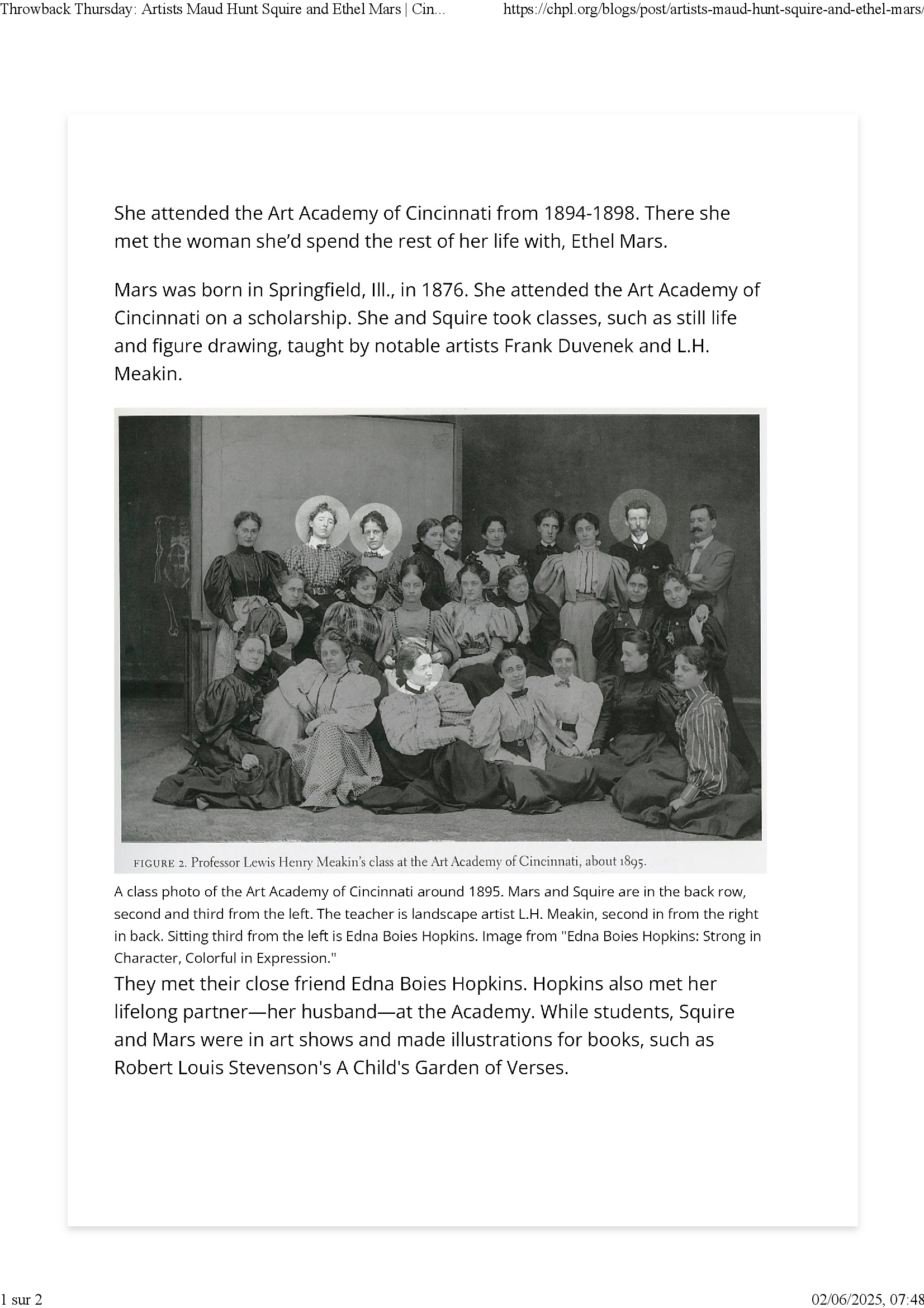
Maud Hunt Squire and Ethel Mars - l'Académie des beaux-arts de Cincinnati. (1895)

Elle étudie à l'Académie des Arts de Cincinnati de 1894 à 1898, où elle a pour professeurs le peintre impressionniste de paysage Lewis Henry Meakin (en) et le portraitiste Frank Duveneck. Deuxième de sa classe, elle reçoit la médaille d'or des anciens pour l'excellence en mathématiques et en latin et la médaille d'or Sinton.

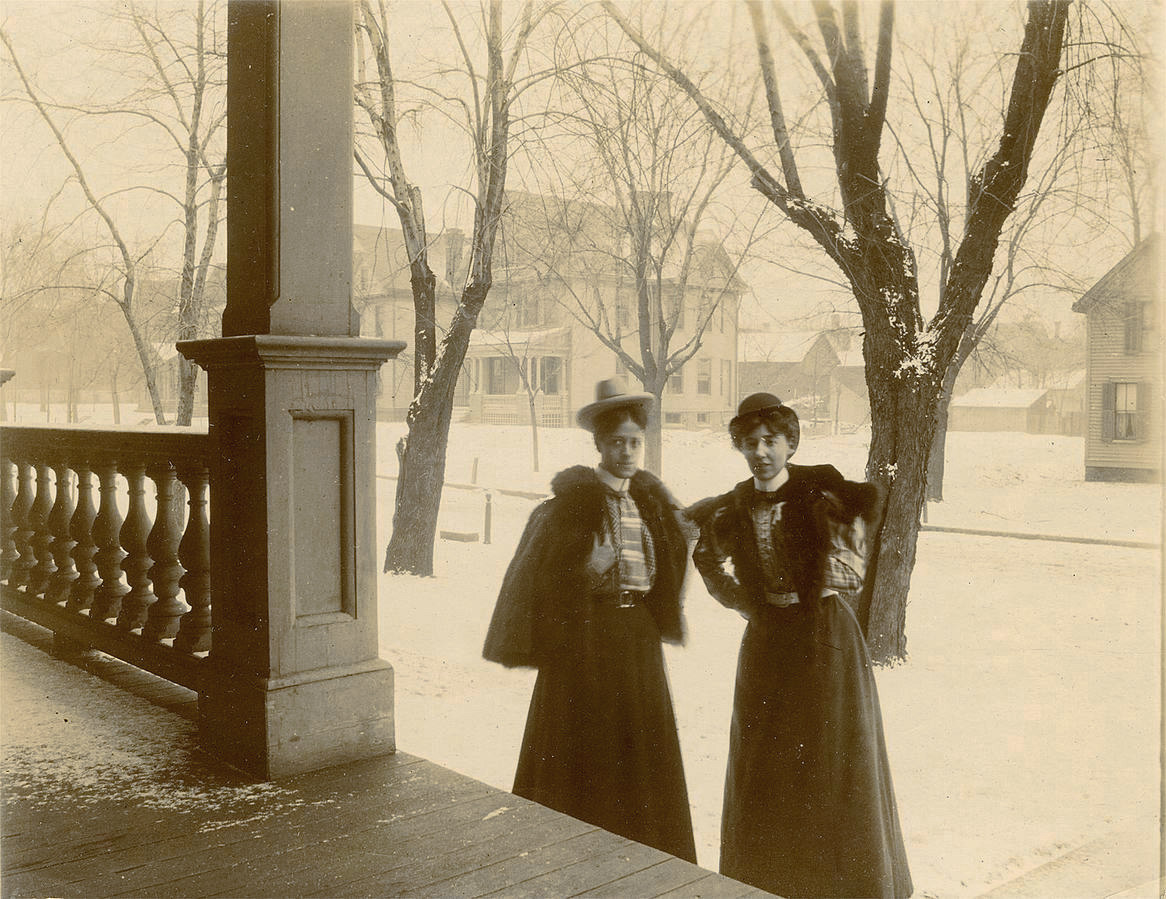
Maude Hunt Squire (à gauche) et Ethel Mars (à droite), 1898.

Elle rencontre Ethel Mars à l'Académie des beaux-arts de Cincinnati. Le couple se rend à Paris en 1903, jusqu'à ce que l'éclatement de la Première Guerre mondiale les oblige à retourner aux États-Unis. En 1915, elles partent à Provincetown (Massachusetts), où elles deviennent toutes les deux actives sur la scène artistique locale. Quelques années plus tard, elles reviennent en France, vivant à Vence pour le reste de leur vie, et voyageant à travers l'Europe.

### Carrière
Maud Hunt Squire gagne sa notoriété pour ses gravures en taille douce, estampes en couleur, son travail dans des ton pastels colorés. Alors qu'elle est encore étudiante, elle commence à illustrer des livres. La grande partie de son travail dans le domaine a été publiée conjointement avec Ethel Mars. Elle devient membre de la Société du Salon d'automne, de la Société des dessinateurs et d'humoristes, et de la Société nationale des beaux-arts, et expose de nombreuses œuvres, y compris à l'Exposition internationale Pan Pacific de 1915.

### Œuvres dans les collections publiques
- Quimper, musée départemental breton[7] :
  - La Marchande d'anguilles. Scène de marché en Bretagne, estampe ;
  - Sur le quai. Le mousse, estampe ;
  - Dispute, estampe ;
  - 'Concarneau, dessin préparatoire (Mars Ethel) ;
  - Bretonnes au marché, estampe ;
  - Le Panier de poissons. Bretonnes au port, estampe ;
  - Bretonne et un enfant, estampe.

Œuvres de Maud Hunt Squire
Maud Hunt Squire et Ethel Mars, « Wealth », illustration pour Children of Our Town de Carolyn Wells (1902).
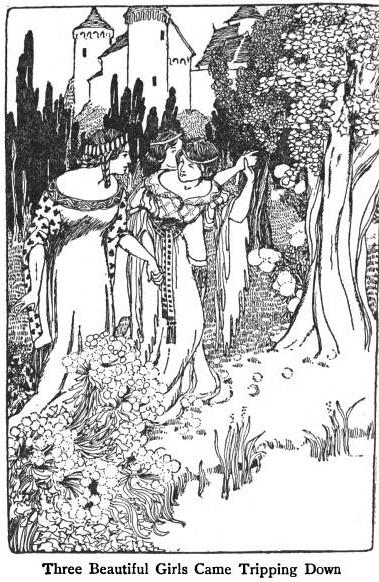
Illustration pour The Yellow Lily (1908).
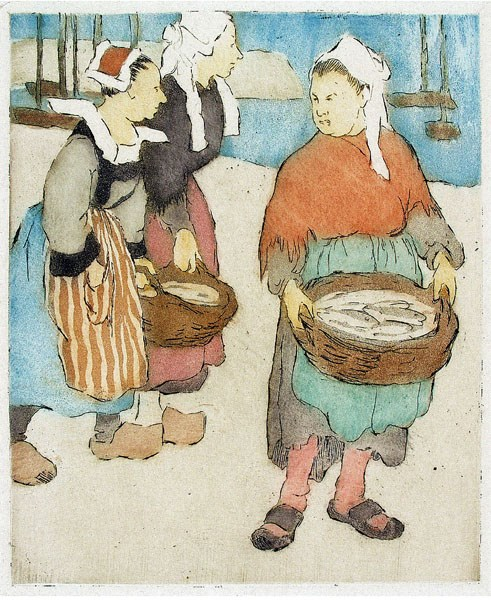
Le Panier de poissons (1910), eau-forte en couleur, Quimper, musée départemental breton.
Pêcheurs de palourdes (1917), bois en couleurs, localisation inconnue.